# 미성년자보호법
미성년자보호법(未成年者保護法)은 미성년자의 흡연·음주 및 선량한 풍속을 행하는 행위를 금지하고 아울러 미성년자의 보호에 필요한 사항을 규정함으로써 미성년자의 건강을 보호하며 선도육성함을 목적으로 제정된 법률이다. 1999년 청소년 보호법의 제정으로 폐기되었다.
흡연·음주하는 행위, 선량한 풍속을 해할 염려가 있는 흥행장·유흥접객업소·사행행위장·유기장 등에 출입하는 행위, 숙박업소·야외막소와 해수욕장·수영장·공원·관광지·명승지 기타 유원지에서의 풍기를 문란하게 하는 행위를 미성년자의 금지사항으로 정하였고, 친권자의 금지사항 제지의무와 영업자의 의무를 규정하는 동시에 미성년자에 대한 불량만화·음란물 등의 판매행위를 금하였다. 미성년자들의 금지사항 위반에 대해서는 영치·통보·즉시교정 등의 조치만을 정하였다.